# آجر (فیلم)
آجر (انگلیسی: Brick) فیلمی در ژانر نئو نوآر، جنایی و درام به کارگردانی ریان جانسون است که در سال ۲۰۰۵ منتشر شد.

## بازیگران
- جوزف گوردون لویت
- نورا زهتنر
- امیلی دی راوین
- مت اولری
- ریچارد راوندتری
- لوکاس هاس
- مگان گود